# Syllepte symphonodes
Syllepte symphonodes là một loài bướm đêm trong họ Crambidae.